# Бен (Альпы Верхнего Прованса)
Бен (фр. Beynes, окс. Beinas) — коммуна во Франции, находится в регионе Прованс — Альпы — Лазурный Берег. Департамент коммуны — Альпы Верхнего Прованса. Входит в состав кантона Мезель. Округ коммуны — Динь-ле-Бен.
Код INSEE коммуны — 04028.

## Население
Население коммуны на 2008 год составляло 121 человек.
| 1962 | 1968 | 1975 | 1982 | 1990 | 1999 | 2008 |
| ---- | ---- | ---- | ---- | ---- | ---- | ---- |
| 63   | 51   | 54   | 75   | 93   | 114  | 121  |

## Экономика
В 2007 году среди 80 человек в трудоспособном возрасте (15—64 лет) 61 были экономически активными, 19 — неактивными (показатель активности — 76,3 %, в 1999 году было 72,8 %). Из 61 активных работали 55 человек (28 мужчин и 27 женщин), безработных было 6 (1 мужчина и 5 женщин). Среди 19 неактивных 12 человек были пенсионерами, 7 были неактивными по другим причинам.

## Достопримечательности
- Замок План-де-Бен (XVII—XVIII века)
- Руины замка Крессе
- Римский мост
- Мост Прен (1855 год, длина — 19 м, ширина — 3 м, размах арки — 7,9 м)
- Церковь Сен-Пьер-э-Сен-Мартен
- Церковь Сент-Маделен-э-Сент-Этьен
- Часовни: Сен-Палю (бывшая приходская церковь), Сент-Этьен